# Rue du Commandant-Guilbaud
La rue du Commandant-Guilbaud est une voie du 16e arrondissement de Paris, en France constituant une des limites entre la capitale et la commune voisine de Boulogne-Billancourt. La rue est connue pour mener au Parc des Princes où se situe son entrée principale.

## Situation et accès
La rue du Commandant-Guilbaud commence, en partant au sud, du carrefour de la route de la Reine sur la commune de Boulogne-Billancourt et de l'avenue de la Porte-de-Saint-Cloud sur la commune de Paris. Elle longe le quartier du Parc des Princes de Boulogne-Billancourt sur sa gauche et le siège du Stade français situé lui sur sa droite sur la commune de Paris La rue passe ensuite entre le Jardin Guilbaud et l'entrée principale du Parc des Princes. Elle se termine au rond-point de la place de l'Europe, où convergent la rue Claude-Farrère, la rue Nungesser-et-Coli, la rue de la Tourelle, la rue Marcel-Loyau et la rue du Pavillon.

## Origine du nom
Elle est nommée en l'honneur du commandant René Guilbaud (1890-1928), officier de marine et aviateur français, disparu dans une tentative de recherche du dirigeable Italia.

## Historique
La rue est créée et prend sa dénomination actuelle en 1929 sur l'ancien territoire de Boulogne-Billancourt annexé à Paris par décret du 3 avril 1925.

## Bâtiments remarquables et lieux de mémoire
- Le stade du Parc des Princes et le siège du Paris Saint-Germain.
- Le stade Jean-Bouin et le siège du Stade français.
- Jardin Guilbaud à Boulogne-Billancourt.
- Immeubles (aux numéros 3-9 de la rue) conçus en 1930 par l'architecte Jean Boucher.